# Elezioni parlamentari in Serbia del 2023
Le elezioni parlamentari in Serbia del 2023 si sono tenute il 17 dicembre per il rinnovo dell'Assemblea nazionale, il parlamento del paese.
Esse furono indette in anticipo, rispetto alla scadenza naturale della legislatura, prevista per il 2026, dal Presidente Aleksandar Vučić, in seguito a forti proteste contestanti gravi sparatorie ed episodi di violenza dilagante che si manifestarono nel paese, nonché un aggravamento della crisi con il Kosovo.
Le elezioni hanno visto la riconferma, con la maggioranza assoluta, della coalizione di governo uscente, capeggiata dal Partito Progressista Serbo (SNS), con l’ottenimento di ben 129 seggi su 250. Ciononostante, altresì rilevante è stata l’ascesa della coalizione “Serbia Contro la Violenza”, divenuta la seconda formazione politica del parlamento. In seguito, l’esito elettorale è stato contestato, portando a minori ripetizioni in alcuni circoscrizioni.

## Sistema elettorale
La legge elettorale serba prevede, per le elezioni dell’Assemblea Nazionale, un sistema basato sulla rappresentanza proporzionale a lista chiusa di partito in un’unica circoscrizione nazionale, in cui è prevista (salvo per le minoranze etniche) una soglia di sbarramento generale del 3%.
Per presentare una lista elettorale, devono essere raccolte almeno 10.000 firme valide, anche se i partiti delle minoranze etniche devono raccogliere solo 5.000 firme per qualificarsi al voto. Almeno il 40 per cento dei candidati sulle liste elettorali deve essere di sesso femminile.

## Risultati
| La Serbia Non Deve Fermarsi (AV-SNSDS) (SNS - SDPS - PUPS - PSS - SNP - SPO - PS - NSS - USS - ZS - SL - SSD)               | 1 783 701 | 48,07 | 129 |  |  |  |
| Serbia Contro la Violenza (SPN) (SSP - NPS - ZLF - SRCE - DS - EU - PSG - NLS - USS Sloga - Z - PZP - O - VP - PR/RP - APV) | 902 450   | 24,32 | 65  |  |  |  |
| Coalizione Socialista (SK) (SPS - JS - ZS)                                                                                  | 249 916   | 6,73  | 18  |  |  |  |
| Alternativa Democratica Nazionale (NADA) (DSS - POKS)                                                                       | 191 431   | 5,16  | 13  |  |  |  |
| Noi - La Voce dal Popolo (MI-GIN)                                                                                           | 178 830   | 4,82  | 13  |  |  |  |
| Raggruppamento Nazionale (NO)                                                                                               | 105 165   | 2,83  | –   |  |  |  |
| Alleanza degli Ungheresi di Voivodina (VMSZ/SVM)                                                                            | 64 747    | 1,74  | 6   |  |  |  |
| Partito Radicale Serbo (SRS)                                                                                                | 55 782    | 1,50  | –   |  |  |  |
| Buongiorno Serbia (DJS) | 45 079    | 1,21  | –   |  |  |  |
| Partito Popolare (NS) | 33 388    | 0,90  | –   |  |  |  |
| Partito della Giustizia e della Riconciliazione - Alleanza Democratica dei Croati in Voivodina (SPP-DSHV)                   | 29 066    | 0,78  | 2   |  |  |  |
| Partito d'Azione Democratica del Sangiaccato (SDA)                                                                          | 21 827    | 0,59  | 2   |  |  |  |
| La Battaglia Politica degli Albanesi Continua (KLSP/KAPD)                                                                   | 13 501    | 0,36  | 1   |  |  |  |
| Partito Russo - Nuovo Partito Comunista di Jugoslavia (RS-NKPJ)                                                             | 11 369    | 0,31  | 1   |  |  |  |
| Altri (<0,30%) | 24 726    | 0,67  | –   |  |  |  |
| Totale | 3 710 978 | 100   | 250 |  |  |  |
| |           |       |     |  |  |  |
| Voti non validi | 109 768   | 2,87  |     |  |  |  |
| Votanti | 3 820 746 | 58,77 |     |  |  |  |
| Elettori | 6 500 666 |       |     |  |  |  |